# Michelfed
Michelfed fue un monasterio de monjas benedictinas de la congregación del Císter, situado cerca de Basilea, Suiza.
Lo fundó hacia el año 1252 Bertolo, obispo de Basilea, junto con su hermano el conde Ulrico. Enrique, sucesor de Bertoldo, trasladó este convento en 1267 a Bladolzhemium. El antipapa Félix V, en 1442, cambió las religiosas por monjes del mismo hábito. Años adelante quedó destruido el monasterio por un incendio y entonces quedó anejo al de Lutzell, situado en la misma diócesis y perteneciente a la misma Congregación, siendo rebajado a la categoría de prepositura.